# 海倫娜 (密西西比州)
海倫娜（英語：Helena）是位於美國密西西比州傑克遜縣的普查規定居民點。

## 歷史
海倫娜的郵局於1910年設立，其後於1924年停運。

## 人口
根據2020年美國人口普查的數據，海倫娜的面積為10.85平方千米，皆為陸地。當地共有人口983人，而人口密度為每平方千米90.6人。